# Глорфиндел
Глорфи́ндел (синд. Glorfindel, варианты перевода — Глорфиндель, Глорфиндейл, Всеславур, Горислав) — в легендариуме Джона Р. Р. Толкина, лорд Дома Золотого Цветка, эльф из числа нолдор Гондолина.

Глорфиндел был высок и строен. Его волосы блистали золотом, лицо, прекрасное и юное, дышало отвагой и весельем, зоркие глаза сияли ярко и пронзительно, голос же был подобен музыке. Чело его таило мудрость, а руки — силу.— Властелин колец, Братство кольца, книга 2, глава 1

## Имя и описание
В переводе с синдарина имя Глорфиндел означает «златовласый». На квэнья его имя звучит как Лаурэфин(дэ) (англ. Laurefin(de)) или Лаурэфинделэ (англ. Laurefindele).
Глорфиндел родился в Эпоху Деревьев в Валиноре и происходил из числа Калаквенди (англ. Calaquendi) — высших эльфов-Эльдар из племени нолдор. Его родословная точно неизвестна. Однако, судя по высокому званию и упоминанию, — вероятно, он был роднёй Тургона, — можно предположить, что он — один из внуков короля Финвэ (через дочерей последнего).
Как видно из его имени, Глорфиндел обладал золотистыми волосами. Поскольку нолдор в своей массе отличались тёмными волосами, эта черта также указывает на родство Глорфиндела с светло- и золотоволосыми Ваниар. Такими же были эльфы из домов Финголфина и Финарфина, чья мать Индис передала цвет своих золотых волос детям от короля Финвэ — в частности Финарфину, а также его детям — Финроду Фелагунду и Галадриэли (об этом их фамильном признаке упоминается в текстах «Сильмариллиона» и «Властелина Колец»).
Что касается одежды, то, по описанию автора, он носил вышитую золотом мантию, украшенную, «как весеннее поле», узорами с цветами чистотела, а на предплечьях — наручи, искусно отделанные золотом и серебром.

Герб Дома Золотого Цветка (Бар-эн-Лотглор), главой которого являлся Глорфиндел

## Первая Эпоха
Об истории Глорфиндела после исхода нолдор известно мало. Согласно «Книге утраченных сказаний» (англ. The Book of Lost Tales), как один из главных и благородных последователей Тургона он был назначен главой Дома Золотого Цветка, одного из двенадцати домов Гондолина. Глорфиндел был любим и почитаем всеми гондолинцами.
Был участником Битвы Бессчётных слёз, Нирнаэд Арноэдиад в 472 П. Э..
Он был очевидцем прихода Туора и позднее — падения Гондолина. На совете лордов, который созывает лорд Тургон перед битвой, Глорфиндел высказывает предложение покинуть осаждённый город, но Тургон отказывается от этого предложения и приказывает обороняться до последнего. В ходе битвы за город Глорфиндел с отрядом удерживал «площадь главного рынка» (англ. The Great Market) от наступающих орков. Он намеревался атаковать их с фланга и застать врагов врасплох, но в итоге сам попал в ловушку и был окружён. Отряд Дома Золотого Цветка, отрезанный таким образом от соратников, несколько часов доблестно сражался с врагами до того момента, пока не появился огнедышащий дракон и не смял их ряды. Глорфиндел с несколькими сильнейшими последователями прорубили себе путь сквозь окружение, но выживших в этой битве осталось очень немного. Орки бросились за ними в погоню и могли бы всех перебить, но вовремя подоспевший отряд Дома Арфы, после восстания против их вероломного лидера Салганта, неожиданно напал на преследователей из засады и спас отряд Глорфиндела. После этого эльфы дома Золотого Цветка отправились на «площадь короля» (англ. The King's Square), располагавшуюся в центре города.
Так как большинство главнокомандующих отсутствовало (Эктелион был ранен, Галдор был занят в битве, а Эгалмот ещё не явился), Глорфиндел присоединился к Туору в управлении защитой Королевской Площади. Когда прибыл Эгалмот, который привел множество женщин и детей, он сменил Глорфиндела на его посту и занялся усилением защиты. Глорфиндел вновь бросился в бой, но даже он был не в состоянии что-либо сделать, когда дракон, спустившийся по Аллее Роз, сломил их защитные ряды. С драконом пришли орки и балроги под предводительством своего повелителя Готмога. Эктелион, пожертвовав собой, смог убить Готмога и подарить гондолинцам немного времени. Когда жители города спасались бегством, а король Тургон был убит, Глорфиндел с отрядом мужественно удерживал тылы, потеряв в бою большую часть эльфов своего Дома. После того, как они бежали из Гондолина через Тайный проход Идриль, Глорфиндел вновь оборонял тылы с малочисленным отрядом уцелевших воинов.
Когда один из балрогов с отрядом орков напал на их ослабленный отряд, Глорфиндел, вступив в поединок с демоном, совершил великий подвиг и спас жизнь Туору, Идриль и всем оставшимся гондолинцам. Этим подвигом было искуплено участие Глорфиндела в мятеже нолдор. Поединок был долгим и упорным. Согласно преданию «Падение Гондолина», Глорфиндел сумел поразить соперника в брюхо, но в падении балрог схватился за длинные светлые волосы эльфа, утянув его за собой в обрыв. Глорфиндел погиб при падении. Позже его тело было поднято со дна Торондором, предводителем орлов Манвэ, и с почестями захоронено в каменном кургане. На этом кургане, несмотря на гиблое место, росли жёлтые цветы (возможно, цветы чистотела).

## Возвращение в Средиземье и Война Кольца
В середине Второй Эпохи Глорфиндел по приказу Манвэ вернулся из Чертогов Мандоса и, как писал Толкин, был отправлен в Средиземье по воле Валар около 1600 года В. Э., то есть именно тогда, когда Сауроном было выковано Кольцо Всевластья и воздвигнут Барад-Дур. В то время Нуменор, где правил король Тар-Минастир, всё ещё сохранял добрососедские отношения с эльфами Средиземья. Из-за самопожертвования Глорфиндела, сила его фэа многократно возросла и он практически стал равен облачённому во плоть майа. По одной из версий, он был послан в качестве предшественника магов-Истари или (по другой версии) даже вместе с Синими Магами.
Во дни войны с Сауроном Глорфиндел являлся одним из военачальников Гил-Галада, а после его гибели — Элронда. Выступая во главе эльфийского войска Ривенделла, в союзе с гондорской армией последнего короля из династии Анариона, Эарнура, он разгромил и рассеял войско Ангмара в битве при Форносте, изгнав самого Короля-Чародея с поля боя. Именно ему принадлежат пророческие слова о том, что Короля-Чародея не победить смертному мужу:
Он больше не вернётся сюда. Ему ещё не судьба погибнуть. Да и падёт он не от руки смертного мужа.
В ходе Войны за Кольцо Глорфиндел возглавлял вооружённые силы Ривенделла и принял непосредственное участие в сопровождении Фродо на подступах к владениям Элронда, встретив его неподалёку от Бруиненской переправы. Когда отряд, ведомый Арагорном, был атакован девяткой назгулов, он не колеблясь отдал Фродо своего коня Асфалота (англ. Asfaloth), который довёз Фродо до границы Ривенделла, а сам вместе с Арагорном оттеснил девятерых назгулов к реке, где они попали под магический удар владыки Элронда.
Впоследствии Глорфиндел участвовал в Совете у Элронда, на котором решался вопрос об участи Кольца Всевластия.
После уничтожения Кольца Всевластия посетил свадьбу Арагорна II Элессара и Арвен Ундомиэль.

## Асфалот
Асфалот (синд. Asfaloth) — белый конь Глорфиндела в событиях конца Третьей эпохи Средиземья. В переводе с синдарина на английский его имя означает sunlight foam (буквально «пена солнечного света»), от as- — «солнечный» и faloth- — «пена» соответственно.

— Ты сядешь на моего коня, — сказал Глорфиндел, — я подтяну стремена к самому седлу, а ты держись крепче и не бойся: мой конь не сбросит седока, которого я прикажу ему везти. Он скачет легко и плавно, а если нагрянет опасность, он унесёт тебя так быстро, что даже чёрные кони врагов не догонят.— Толкин, Дж. Р. Р. "Властелин Колец", том I "Братство Кольца", книга I, глава 12 «Бегство к броду»

Глорфиндел и Асфалот

Глорфиндел ездил верхом на Асфалоте в поисках Арагорна и хоббитов, направлявшихся в Ривенделл. После их радостной встречи и последующего нападения Чёрных Всадников, Глорфиндел спе́шился и усадил Фродо на коня, что позволило хоббиту добраться до брода через Бруинен (англ. Ford of Bruinen) и спасти Кольцо Всевластья.

— Скачи, скачи! — закричал Глорфиндел, а затем громко и чётко сказал коню по-эльфийски: — Норо лим, норо лим, Асфалот!— Толкин, Дж. Р. Р. "Властелин Колец", том I "Братство Кольца", книга I, глава 12 «Бегство к броду»
Асфалот был необыкновенно быстрым конём, превосходившим в скорости даже лошадей назгулов, благодаря чему он опередил преследователей и первым достиг переправы с драгоценной ношей.
Несмотря на то, что в описании Асфалота в тексте «Властелина Колец» упоминаются уздечка и упряжь, Толкин в одном из писем (от 14 октября 1958 года) к поклонникам признался, что воспользовался этими словами по небрежности и оплошности.

Конь Глорфиндела должен был носить декоративное оголовье, увенчанное пером, с ремешками, украшенными самоцветами и крошечными колокольчиками; но удилами Глорфиндел, конечно же, пользоваться бы не стал.— Карпентер, Хамфри. Дж. Р. Р. Толкин. Письма. — Эксмо, 2004. — С. 576. — ISBN 5-699-05080-9. (письмо № 211)
Глава, где упоминается упряжь, была написана очень рано, тогда Толкин ещё не продумал до конца, как у эльфов было принято обращаться с лошадьми.
В киноверсии «Братства Кольца» режиссёра Питера Джексона Асфалот — это конь Арвен, и она, вместе с раненым Фродо, скачет на нём через брод, спасаясь от Чёрных Всадников.